# Sibogagorgia cauliflora
Sibogagorgia cauliflora is een zachte koraalsoort uit de familie Paragorgiidae. De koraalsoort komt uit het geslacht Sibogagorgia. Sibogagorgia cauliflora werd in 2010 voor het eerst wetenschappelijk beschreven door Herrera, Baco & Sánchez. 